# Cigronet de l'Alta Anoia
El cigronet de l'Alta Anoia és un tipus de cigró que es caracteritza per ser més petit que el cigró comú, amb una pell fina i una textura més homogènia i gens farinosa, motiu pel qual durant la cocció no es desfà i augmenta fins a tres cops el seu volum. És un tipus de cigró que els pagesos de l'Alta Anoia van cultivar fa més de cent anys i que se'n recuperà la seva comercialització l'any 2007.